# 赤倉信号場
赤倉信号場（あかくらしんごうじょう）は、新潟県十日町市新座甲にある北越急行ほくほく線の信号場である。

## 概要
赤倉トンネル内にある、単線区間での列車交換型信号場である。

## 歴史
- 1997年（平成9年）3月22日：ほくほく線の全線開業に伴い開設[1]。
- 2015年（平成27年）3月14日：特急「はくたか」の運行終了に伴い、交換設備を休止。

## 構造
本線1線・待避線1線の2線（1線スルー方式）を有し、9両編成の特急「はくたか」に対応する240 mの有効長をもっていた。しかし、特急「はくたか」の運行終了後は当信号場での交換待ちがなくなったため、待避線の使用は休止状態となっている。
2022年（令和4年）より大地の芸術祭 越後妻有アートトリエンナーレ開催期間中、展示作品として美佐島駅発着の団体臨時列車が運行されることから、折り返し機能が無い同駅の代わりに、当信号場で折り返しを行っている。

## 隣の駅
北越急行
■ほくほく線
魚沼丘陵駅 - 赤倉信号場 - 美佐島駅